# Trachyoribates nagaii
Trachyoribates nagaii är en kvalsterart som först beskrevs av Sandór Mahunka 1987.  Trachyoribates nagaii ingår i släktet Trachyoribates och familjen Haplozetidae. Inga underarter finns listade i Catalogue of Life.